# Убийца (фильм, 1992)
«Убийца» — кинофильм. Иногда даётся под названием «Женщина-убийца: обоюдоострое лезвие».

## Сюжет
Наёмный убийца, профессионал высочайшего класса, стоит 5 000 000 долларов. И он — женщина. За ней охотится агент ФБР. Агент — тоже женщина. Охота эта смертельно опасна.